# Fred Hempel
Fred Hempel (* 12. Juni 1951 in Ramsin) ist ein ehemaliger deutscher Ringer und Gewinner der Bronzemedaille bei der Europameisterschaft 1976 in Leningrad im freien Stil im Weltergewicht.

## Werdegang
Fred Hempel begann als Jugendlicher mit dem Ringen. Er wurde wegen seines Talentes schon bald zur SG Dynamo Luckenwalde delegiert und entwickelte sich dort zu einem vorzüglichen Freistilringer, der schon im Jugend- und Juniorenbereich zu den besten Ringern in der DDR in seiner jeweiligen Gewichtsklasse gehörte. Bereits im Jahre 1969 belegte er mit 18 Jahren bei den Senioren bei der DDR-Meisterschaft den 3. Platz im Weltergewicht und gewann 1971 seinen ersten DDR-Meistertitel in derselben Gewichtsklasse.
Ab 1972 wurde Fred Hempel auch regelmäßig bei internationalen Meisterschaften eingesetzt. Es gelang ihm aber erst 1975 mit einem 4. Platz bei der Europameisterschaft in Ludwigshafen am Rhein und einem 5. Platz bei der Weltmeisterschaft in Minsk, jeweils im Weltergewicht, zu überzeugen. Im Jahre 1976 gewann Fred Hempel dann bei der Europameisterschaft in Leningrad mit dem dritten Platz die Bronzemedaille. Er bezwang auf dem Weg dorthin so gute Ringer wie Jancho Pawlow aus Bulgarien, Reşit Karabacak aus der Türkei u. Marin Pîrcălabu aus Rumänien. Auch bei den Olympischen Spielen 1976 in Montreal zeigte Fred sehr gute Kämpfe. Er feierte zunächst drei Siege, traf aber dann auf den Iraner Mansour Barzegar und den Japaner Jiichirō Date, gegen die er verlor. Diese Niederlagen waren aber keine Schande für ihn, denn es waren die Ringer, die die Gold- und die Silbermedaille gewannen.
1977 bestritt Fred Hempel seine letzte internationale Meisterschaft. Bei der Weltmeisterschaft in Lausanne gewann er u. a. gegen Dan Karabín aus der CSSR, unterlag aber wieder gegen Mansour Barzegar und auch gegen Dschamtsyn Dawaadschaw aus der Mongolei. Er belegte schließlich den 8. Platz.
Nach dieser Weltmeisterschaft beendete Fred Hempel seine internationale Ringerkarriere und arbeitete als Trainer. Er absolvierte ein Hochschulstudium als Sportwissenschaftler und war von 1980 bis 1991 zuerst als Juniorentrainer und später als Seniorentrainer bei der SG Dynamo Luckenwalde und in der Nationalmannschaft der DDR tätig.
Von 1991 an arbeitete er als Trainer des DRB am Bundesstützpunkt Luckenwalde und als Assistenztrainer der Freistilnationalmannschaft.
Ebenfalls seit 1991 trainierte er die 1. Bundesligamannschaft des 1. Luckenwalder Sportclubs, um deren Vermarktung er sich von 2001 an, als Geschäftsführer der "Nelson" Sport GmbH kümmerte.
Fred Hempel ist einer der erfolgreichsten Trainer Deutschlands. Er trainierte erfolgreiche Freistiler, wie zum Beispiel, Karsten Polky und Heiko Balz.
Mit ihm als Cheftrainer wurde der 1.LSC Deutscher Mannschaftsmeister 2006, ein Erfolg an dem der Verein in der folgenden Saison, nach Fred Hempels Ausscheiden, nicht mehr anknüpfen konnte.
Fred Hempel ist verheiratet und hat drei Töchter.

## Internationale Erfolge
(OS = Olympische Spiele, WM = Weltmeisterschaft, EM = Europameisterschaft, F = freier Stil, We = Weltergewicht, Mi = Mittelgewicht, damals bis 74 kg bzw. 82 kg Körpergewicht)
- 1971, 3. Platz, "Werner-Seelenbinder"-Turnier in Berlin, F, We, hinter Wolfgang Nitschke (Ringer), DDR, und Marin Pîrcălabu, Rumänien;
- 1972, 11. Platz, EM in Kattowitz, F, We, nach Niederlagen gegen Jancho Pawlow, Bulgarien, und Daniel Robin, Frankreich;
- 1972, 2. Platz, "Werner-Seelenbinder"-Turnier in Zella-Mehlis, F, We, hinter Wolfgang Nitschke und vor Stawrow, Bulgarien, Daniel Robin und Frank Birke, DDR;
- 1973, 3. Platz, Turnier in Bukarest, F, We, hinter Mansour Barzegar, Iran, und Tănase, Rumänien;
- 1973, 9. Platz, WM in Teheran, F, We, mit einem Sieg über Muhamad Yaghoub, Pakistan, und Niederlagen gegen Mitsuo Degawa, Japan, und Mansour Barzegar;
- 1974, 1. Platz, "Werner-Seelenbinder"-Turnier in Rostock, F, We, vor Udo Schröder, DDR, und Lebeque, Kuba;
- 1975, 2. Platz, Turnier in Havanna, F, We, hinter Lebeque und vor Pla, Kuba;
- 1975, 4. Platz, EM in Ludwigshafen am Rhein, F, We, mit Siegen über Giuseppe Spagnoli, Italien, Jan Karlsson, Schweden und Juhani Hakola, Finnland, und Niederlagen gegen Pawel Pinigin, UdSSR, und Servet Aydemir, Türkei;
- 1975, 5. Platz, WM in Minsk, F, We, mit Siegen über Marin Pîrcălabu und Servet Aydemir und Niederlagen gegen Kiro Ristov, Jugoslawien, und Ruslan Aschuraliew, UdSSR;
- 1976, 3. Platz, EM in Leningrad, F, We, mit Siegen über Jancho Pawlow, Alexander Senn, BRD, Reşit Karabacak, Türkei, und Marin Pîrcălabu und einer Niederlage gegen Dan Karabín, Tschechoslowakei;
- 1976, 6. Platz, OS in Montreal, F, We, mit Siegen über Brian Renken, Kanada, Kiro Ristow und Jan Karlsson und Niederlagen gegen Jiichirō Date, Japan, und Mansoor Barzegar;
- 1977, 8. Platz, WM in Lausanne, F, We, mit Siegen über Dan Karabin und Jacques Bourdouch, Belgien, und Niederlagen gegen Dschamtsyn Dawaadschaw, Mongolei, und Mansoor Barzegar

## DDR-Meisterschaften
- 1969, 3. Platz, F, We, hinter Wolfgang Nitschke (Ringer), SC Leipzig, und vor Siegfried Jozlowski, SC Leipzig,
- 1971, 1. Platz, F, We, vor Siegfried Jozlowski und Frank Birke, SC Leipzig,
- 1972, 1. Platz, F, We, vor Siegfried Jozlowski und Härtel, SC Motor Jena,
- 1973, 1. Platz, F, We, vor Wolfgang Quente, SC Chemie Halle, und Härtel,
- 1974, 1. Platz, F, We, vor Udo Schröder, SG Dynamo Luckenwalde, und Frank Birke,
- 1976, 1. Platz, F, Mi, vor Armin Weier, SG Dynamo Luckenwalde, und Klaus Gierke, SC Motor Jena